# Мобил Ревелерс
Мобил Ревелерс (англ. Mobile Revelers) — команда Национальной баскетбольной лиги развития (NBDL), базировавшаяся в городе Мобил, штат Алабама. В сезоне 2001/2002 «Ревелерс» играли домашние матчи на стадионе «Мобил Сивик Центр». После сезона 2002/2003 команда была расформирована. Команда была названа в честь участников парадов Марди Гра, поскольку традиция Марди Гра зародилась в Мобиле.
В июле 2001 года Национальная баскетбольная ассоциация объявила, что «Ревелерс» станут одной из франшиз-основателей NBDL. Сэм Винсент тренировал команду оба сезона. В 2003 году «Ревелерс» выиграли чемпионат, победив «Фейетвилл Пэтриотс» со счётом 2:1. Однако 13 июня 2003 было объявлено, что «Мобил Ревелерс» больше не будет выступать в лиге развития. «Ревелерс» никогда не были фарм-клубом для какого-либо клуба НБА.

## Статистика сезонов
| Мобил Ревелерс   |                  |    |    |       |                                                                                             |
| 2001/2002        | 4-е              | 30 | 26 | 53,6% | Поражение в полуфинале (Норт-Чарлстон Лоугейторс) 1–2                                       |
| 2002/2003        | 3-е              | 26 | 24 | 52,0% | Победа в полуфинале (Норт-Чарлстон Лоугейторс) 2–0 Победа в финале (Фейетвилл Пэтриотс) 1–2 |
| Регулярный сезон | Регулярный сезон | 56 | 50 | 52,8% | 2001–2003                                                                                   |
| Плей-офф         | Плей-офф         | 5  | 3  | 62,5% | 2001–2003                                                                                   |